# Nideggen
Nideggen (pronunciación en alemán: /ˈniːdɛɡn̩/ⓘ) es un municipio situado en el distrito de Düren, en el estado federado de Renania del Norte-Westfalia (Alemania), con una población a finales de 2016 de unos 9886 habitantes.
Se encuentra ubicado al suroeste del estado, en la región de Colonia, a la orilla del río Rur —un afluente derecho del río Mosa— y cerca de la frontera con Países Bajos.